# Hättö
Hättö är en ö i Finland.   Den ligger i kommunen Ingå i den ekonomiska regionen  Raseborg  och landskapet Nyland, i den södra delen av landet, 70 km väster om huvudstaden Helsingfors.

## Historia
Finländska industrimannen Ragnar Kreuger känd som långvarig VD för YIT, införskaffade öar och havsområden av Tostholms gård med början 1934. År 1936 hade Kreuger mer än 30 öar i sin ägo av vilka Hättö var den största med Kreugers villa.
På 1940- och 50-talen skapade Kreuger ett naturreservat på Hättö med bland annat dovhjortar. Utifrån dovhjortar som hållits i hägn på Hättö finns också en vild stam i Ingå med omgivning.